# Kvark t
Kvark t označovaný jako svrchní (z anglického top) je elementární částice. Jedná se o jednu z vůní kvarků.

## Historie
Byl objeven v roce 1995 ve Fermiho laboratoři v Chicagu. Při jeho předpovědi i první roky po jeho objevu byl také nazýván „truth“ (česky uváděn jako pravdivý), stejně jako kvantová charakteristika jeho vůně (nyní topness, česky i nadále pravda nebo pravdivost).

## Vlastnosti
- symbol: t
- klidová hmotnost: 172,57 ± 0,29 GeV/c2[pozn. 2]
- elektrický náboj: +2/3 e
- spin: ½, jde tedy o fermion
- Je řazen do 3. generace kvarků.
- Není běžnou součástí hmoty.
- Rozpadá se vlivem slabé interakce na kvark b nebo bosony W.